# Tallahassee
Tallahassee [ˡtæləˌhæsiː] ist die Hauptstadt des US-Bundesstaats Florida und gleichzeitig der Verwaltungssitz des Leon County mit 196.169 Einwohnern (Stand 2020). Sie stellt den Mittelpunkt der gleichnamigen Metropolregion Tallahassee dar.

## Geographie
Tallahassee liegt im Florida Panhandle, etwa in der geographischen Mitte des ursprünglichen Staates, der erst später auch die Halbinsel umfasste. Jacksonville liegt 250 Kilometer östlich und Pensacola 300 Kilometer westlich. Tampa ist 380 Kilometer, Orlando 390 Kilometer und Miami 760 Kilometer von Tallahassee entfernt.

### Klima
Das Klima ist mild und warm, mit einem leichten Wind von der See. Statistisch regnet es in den Sommermonaten an durchschnittlich 40 % der Tage, wenn auch nur kurzfristig. Die höchsten Temperaturen sind von Mai bis Oktober zu verzeichnen, mit bis zu 31 °C. Die kältesten Monate von Dezember bis Februar mit durchschnittlich 12 °C. Schnee fällt nur selten.
|                       | Jan   | Feb   | Mär   | Apr  | Mai   | Jun   | Jul   | Aug   | Sep   | Okt  | Nov  | Dez   |   |      |
| Mittl. Tagesmax. (°C) | 17,2  | 19,1  | 23,1  | 26,9 | 30,2  | 32,7  | 32,9  | 32,8  | 31,4  | 27,5 | 22,8 | 18,8  | ⌀ | 26,3 |
| Mittl. Tagesmin. (°C) | 3,4   | 4,5   | 8,2   | 11,2 | 16,0  | 20,3  | 21,7  | 21,9  | 20,0  | 13,3 | 7,9  | 4,6   | ⌀ | 12,8 |
|                       |       |       |       |      |       |       |       |       |       |      |      |       |   |      |
| Niederschlag (mm)     | 121,2 | 141,2 | 157,7 | 95,0 | 120,6 | 176,0 | 224,0 | 191,3 | 141,7 | 74,2 | 98,3 | 127,8 | Σ | 1669 |
|                       |       |       |       |      |       |       |       |       |       |      |      |       |   |      |
| Regentage (d)         | 8,4   | 8,0   | 7,5   | 5,2  | 7,1   | 10,6  | 13,9  | 12,6  | 8,0   | 3,9  | 5,3  | 7,2   | Σ | 97,7 |

| 3,4 |

| 4,5 |

| 8,2 |

| 11,2 |

| 16,0 |

| 20,3 |

| 21,7 |

| 21,9 |

| 20,0 |

| 13,3 |

| 7,9 |

| 4,6 |

| 3,4 |

| 4,5 |

| 8,2 |

| 11,2 |

| 16,0 |

| 20,3 |

| 21,7 |

| 21,9 |

| 20,0 |

| 13,3 |

| 7,9 |

| 4,6 |

## Geschichte
Als 1539 der spanische Eroberer Hernando de Soto die Gegend eroberte, gehörte die Gegend zum Land des Indianerstamms der Apalachee, die vom 5. bis zum 17. Jahrhundert auf dem gesamten floridianischen „Panhandle“ lebten. Sie gaben der Gegend den Namen „Tallahassee“, was in den Muskogee-Sprachen so viel wie „alte Stadt“ oder auch „verlassenes Feld“ bedeutet.
Als Florida 1822 ein Territorium der USA wurde, bewarben sich Saint Augustine und Pensacola darum, die Hauptstadt Floridas zu werden. Da man sich nicht auf eine der beiden Städte einigen konnte, wurde ein Ort dazwischen gesucht. Die hohen Hügel von Tallahassee zogen den Suchtrupp an und 1824 wurde die Stadt Tallahassee als Hauptstadt errichtet.
Leon County wurde bald zum blühenden landwirtschaftlichen Gebiet. Tallahassee hatte mehrere große Plantagen, die Getreide, Baumwolle und Süßkartoffeln produzierten. 1860 lebten etwa 9000 Sklaven dort. Nach dem Amerikanischen Bürgerkrieg von 1861 bis 1865 wurden viele große Plantagen des Orts von wohlhabenden Nordstaatlern als Wintersitz aufgekauft.
Die Tallahassee Railroad wurde 1837 eröffnet und war damit eine der ersten Eisenbahnstrecken im heutigen Gebiet Floridas. Sie verband die Stadt auf einer rund 35 km langen Strecke mit dem südlich gelegenen Saint Marks in der Küstenregion. 1983 wurde die Strecke durch die Seaboard Coast Line Railroad stillgelegt und die Trasse an das Florida Department of Transportation verkauft. Heute verläuft auf ihr der Tallahassee-St. Marks Historic Railroad State Trail.
Die heutige West-Ost-Hauptstrecke durch Tallahassee wurde 1861 durch die Pensacola and Georgia Railroad fertiggestellt. Eine weitere Bahnlinie wurde 1893 zwischen Tallahassee und Carrabelle (Carrabelle, Tallahassee and Georgia Railroad) eröffnet und diese 1902 durch die Georgia, Florida & Alabama Railway weiter über Bainbridge bis nach Cuthbert in Georgia verlängert. Der Abschnitt Tallahassee – Carrabelle wurde 1948 stillgelegt.
Tallahassee wuchs stetig, 1950 hatte die Stadt bereits über 27.000 Einwohner, die Landwirtschaft ging langsam zurück. Heute sind Regierungsstellen der größte Arbeitgeber.

### Religionen
In Tallahassee gibt es derzeit 120 verschiedene Kirchen aus 21 unterschiedlichen Konfessionen, darunter ist die Baptistengemeinde mit 44 Kirchen am stärksten vertreten. Weiterhin gibt es 14 zu keiner Konfession gehörende Kirchen (Stand 2004).

### Demographische Daten
Laut der Volkszählung 2010 verteilten sich die damaligen 181.376 Einwohner auf 84.248 Haushalte. Die Bevölkerungsdichte lag bei 731,6 Einw./km². 57,4 % der Bevölkerung bezeichneten sich als Weiße, 35,0 % als Afroamerikaner, 0,2 % als Indianer und 3,7 % als Asian Americans. 1,4 % gaben die Angehörigkeit zu einer anderen Ethnie und 2,3 % zu mehreren Ethnien an. 6,3 % der Bevölkerung bestand aus Hispanics oder Latinos.
Im Jahr 2010 lebten in 23,5 % aller Haushalte Kinder unter 18 Jahren sowie 15,0 % aller Haushalte Personen mit mindestens 65 Jahren. 46,3 % der Haushalte waren Familienhaushalte (bestehend aus verheirateten Paaren mit oder ohne Nachkommen bzw. einem Elternteil mit Nachkomme). Die durchschnittliche Größe eines Haushalts lag bei 2,23 Personen und die durchschnittliche Familiengröße bei 2,88 Personen.
25,9 % der Bevölkerung waren jünger als 20 Jahre, 42,9 % waren 20 bis 39 Jahre alt, 19,0 % waren 40 bis 59 Jahre alt und 12,1 % waren mindestens 60 Jahre alt. Das mittlere Alter betrug 26 Jahre. 47,1 % der Bevölkerung waren männlich und 52,9 % weiblich.
Das durchschnittliche Jahreseinkommen lag bei 38.972 $, dabei lebten 29,4 % der Bevölkerung unter der Armutsgrenze.
Im Jahr 2000 war Englisch die Muttersprache von 91,99 % der Bevölkerung, Spanisch sprachen 4,11 %, und 3,90 % hatten eine andere Muttersprache.

## Städtepartnerschaften
Tallahassee unterhält mit folgenden Städten Partnerschaften:
- Konongo in der Ashanti Region in Ghana
- Krasnodar in Russland
- Ramat haScharon in Israel
- Sint Maarten innerhalb des Königreichs der Niederlande
- Sligo im County Sligo in Irland

## Sehenswertes

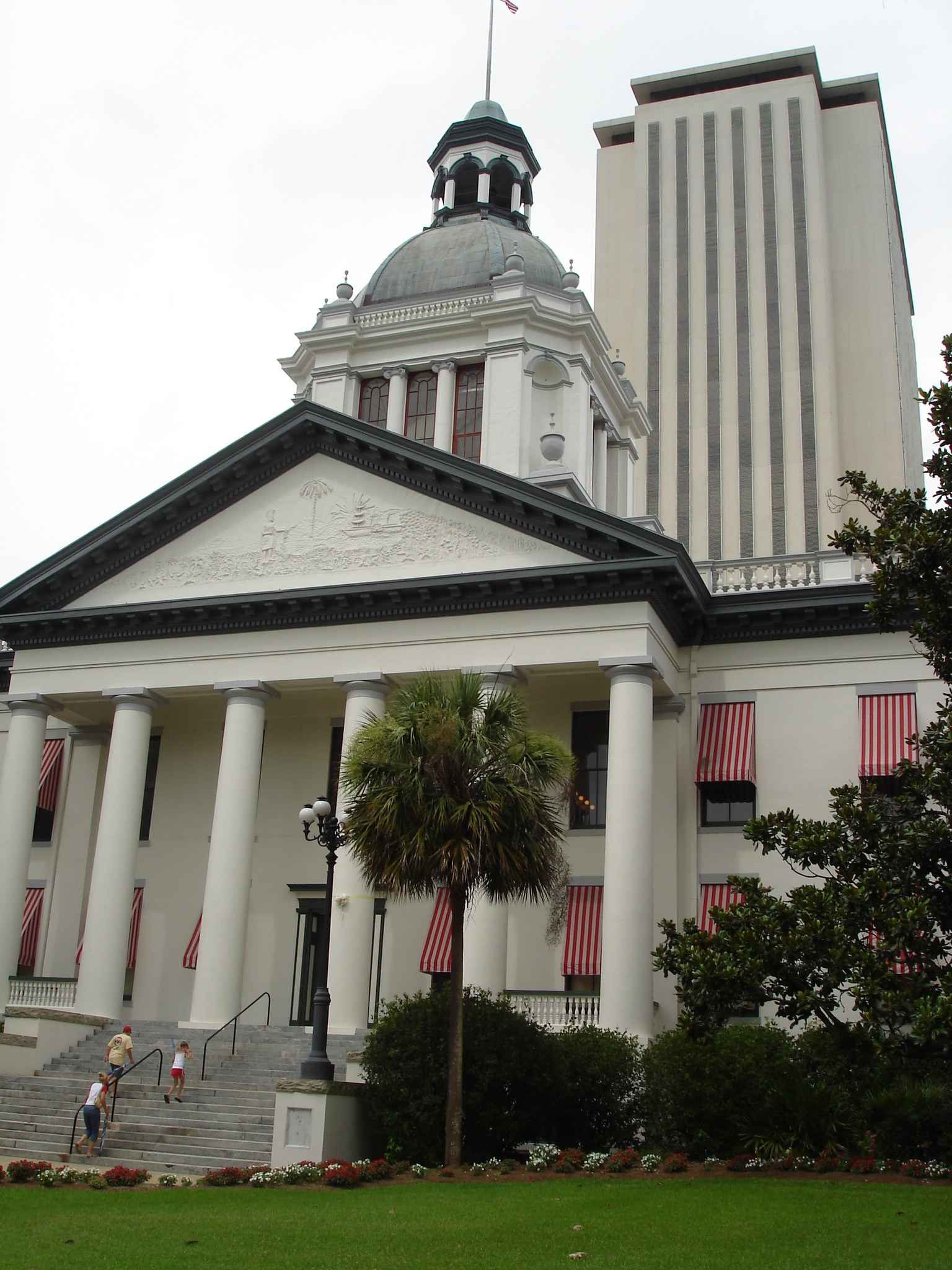
Das alte (Vordergrund) und neue Capitol (Hintergrund)

Ein Bauwerk in Tallahassee hat den Status einer National Historic Landmark, die Franziskanermission San Luis De Talimali. 54 Bauwerke und Stätten der Stadt sind im National Register of Historic Places (NRHP) eingetragen (Stand 1. November 2018).
- Das alte und neue Kapitol sind die Symbole von Tallahassee und ganz Florida. Das alte Kapitol wurde 1902 restauriert und beherbergt jetzt ein Museum. Das neue Kapitol, erbaut 1978, ist der Sitz des Senats.
- Das Football-Stadion der FSU Seminoles mit einer Kapazität von 80.000 Zuschauern
- Wakulla Springs, ein Naturpark mit einer der größten Süßwasserquellen der Welt und Drehort der Tarzan-Filme mit Johnny Weissmüller
- Pebble Hill Plantation, ein ehemaliger Baumwollplantagenbetrieb mit Herrensitz, heute ein Museum
- Canopy Roads, zahlreiche mit verschiedenen Bäumen bepflanzte Straßen[9]

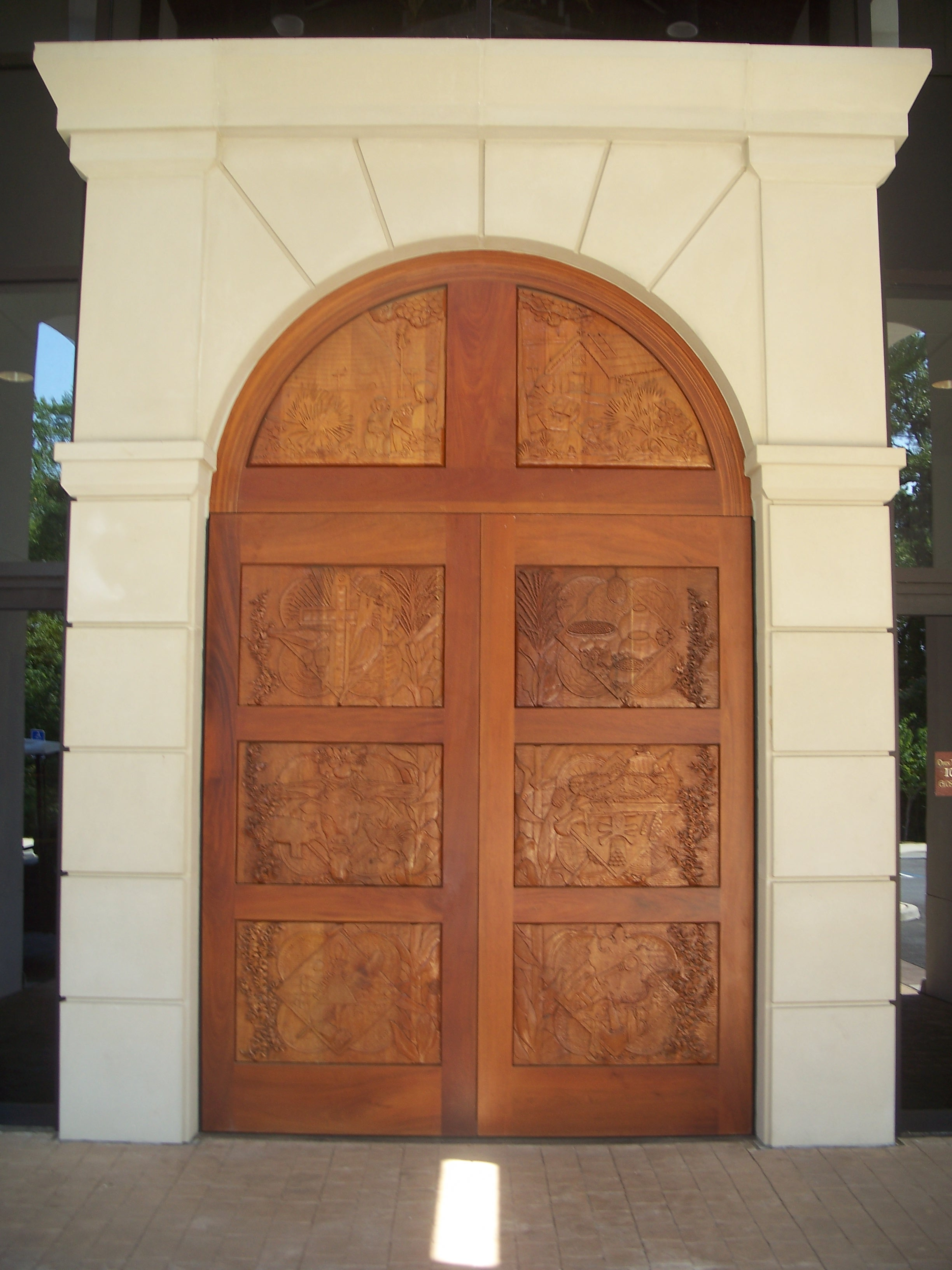
San Luis De Talimali (2011)

## Parks und Sportmöglichkeiten
Es gibt ein breites Angebot von verschiedenen Stadtparks und mehrere sportliche Einrichtungen sowie Spielwiesen und Möglichkeiten zum Camping. An Sportmöglichkeiten werden Softball, Baseball, American Football, Basketball, Fußball und Schwimmen angeboten.

## Wirtschaft und Infrastruktur
Die hauptsächlichen Beschäftigungszweige sind: Ausbildung, Gesundheit und Soziales (25,4 %), Handel / Einzelhandel (12,2 %), Öffentliche Verwaltung (17,9 %), Kunst, Unterhaltung, Nahrungsmittel, Restaurants (11,1 %), Zukunftstechnologie, Management, Verwaltung (10,8 %).

### Verkehr
Tallahassee wird von der Interstate 10, von den U.S. Highways 27, 90 und 319 sowie von den Florida State Roads 61, 63, 261, 263, 363, 366, 371 und 373 durchquert.
Bis 2005 war der Bahnhof Tallahassee eine Station des Sunset Limited der Bahngesellschaft Amtrak von Orlando nach Los Angeles. Nach den Auswirkungen des Hurrikans Katrina wurde die Linie jedoch auf die Strecke New Orleans – Los Angeles verkürzt. Der einzige Schienenverkehr besteht seitdem aus Gütertransporten, die von der Bahngesellschaft CSX Transportation durchgeführt werden.
Der Flughafen der Stadt ist der Tallahassee International Airport. Außerdem gibt es noch den Flugplatz Tallahassee Commercial Airport.

### Bildung

#### Schulen
- Amos B. Godby High School (ca. 1500 Schüler)
- Augusta Raa Middle School (ca. 830 Schüler)
- Buck Lake Elementary School (ca. 800 Schüler)
- Deerlake Middle School (ca. 1200 Schüler)
- Hawks Rise Elementary School (ca. 780 Schüler)
- James Rickards High School (ca. 1900 Schüler)
- Kate Sullivan Elementary School (ca. 800 Schüler)
- Killearn Lakes Elementary School (ca. 890 Schüler)
- Lawton Chiles High School (ca. 1600 Schüler)
- Leon High School (ca. 1770 Schülern)
- Lincoln High School (ca. 1870 Schüler)
- Maclay School (ca. 1000 Schüler)
- Swift Creek Middle School (ca. 940 Schüler)

#### Hochschulen
- Florida Agricultural and Mechanical University (ca. 10.900 Studenten)
- Florida State University (fast 40.000 Studenten)
- Lively Technical Center (ca. 740 Studenten)
- Tallahassee Community College (ca. 7000 Studenten)

#### Bibliotheken
In Tallahassee gibt es die „Leroy Collins Leon County Public Library“ mit ca. 480.000 Büchern, 34.500 Audio- und 28.000 Video-Dokumenten.

## Kriminalität
Die Kriminalitätsrate lag im Jahr 2010 mit 521 Punkten (US-Durchschnitt 266 Punkte) im hohen Bereich. Es gab 13 Morde, 130 Vergewaltigungen, 492 Raubüberfälle, 1167 Körperverletzungen, 2920 Einbrüche, 5310 Diebstähle, 349 Autodiebstähle und 21 Brandstiftungen.

## Söhne und Töchter der Stadt
- Rinaldo Van Brunt (1901–1989), Generalmajor der United States Army
- LeRoy Collins (1909–1991), Politiker und von 1955 bis 1961 der 33. Gouverneur von Florida
- Kay Aldridge (1917–1995), Schauspielerin
- Consuela Lee (1926–2009), Jazzpianistin
- Carrie P. Meek (1926–2021), Politikerin
- Ernie Barton (* 1930), Rockabilly- und Rock-’n’-Roll-Musiker, Produzent und Songschreiber
- Susan Hiller (1940–2019), Künstlerin
- Samuel Thornton Durrance (1943–2023), Astronaut
- Lobo (* 1943), Musiker
- Brad Davis (1949–1991), Schauspieler
- Bertil van Boer (* 1952), Violinist, Komponist, Dirigent und Hochschullehrer
- Carla Hayden (* 1952), Bibliothekarin; Leiterin der Library of Congress
- Charles Slater (* 1956), Unternehmer und Autorennfahrer
- Matt Battaglia (* 1965), Schauspieler
- Shea Whigham (* 1969), Schauspieler
- Brian Olson (* 1973), Judoka
- Travis Walker (* 1979), Schwergewichtsboxer
- Maddy Curley (* 1981), Schauspielerin
- Anthony Lobello (* 1984), Shorttracker, Eisschnellläufer sowie Inline-Speedskater
- T-Pain (* 1985), Rapper, R&B-Sänger sowie Musikproduzent
- Bruce Edward Daniels, Jr. (* 1989), Footballspieler
- Lily Williams (* 1994), Radsportlerin
- Piper Curda (* 1997), Schauspielerin
- Ethel Cain (* 1998), Sängerin